# Pirologia

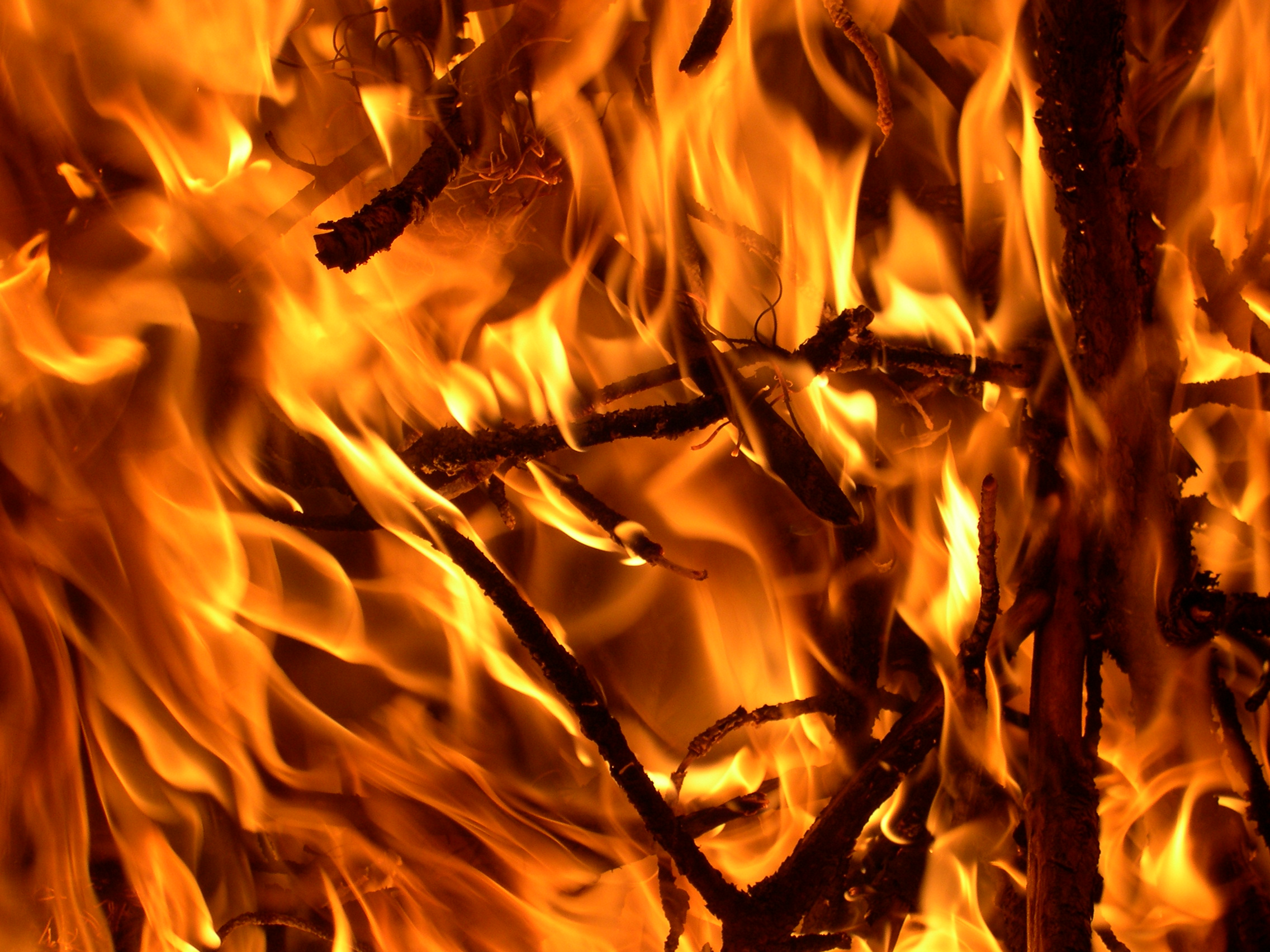
Fogo

Pirologia (do grego pyros, fogo, e logos, estudo) é a ciência que estuda o fogo. Analisa a natureza e as aplicações do fogo, tal como a relação entre fogo e vida, o efeito do fogo em organismos, o efeito do fogo em comunidades e o controle do fogo por seres humanos.
Na atualidade, o estudo da pirologia se mostra importante no mundo, devido à influência do fogo em ecossistemas.